# Eugene M. Zuckert

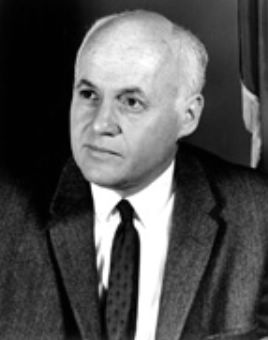
Eugene M. Zuckert

Eugene Martin Zuckert (* 9. November 1911 in New York City; † 5. Juni 2000) war ein US-amerikanischer Politiker und von 1961 bis 1965 US Secretary of the Air Force.

## Leben

### Studium und Tätigkeiten für die USAAF
Nach dem Besuch von Grundschulen und High Schools in New York studierte Zuckert zunächst an der Salisbury School in Salisbury und anschließend an der Yale University, an der er 1933 einen Bachelor of Arts (B.A.) erwarb. Ein anschließendes postgraduales Studium der Rechtswissenschaften an der Law School der Yale University beendete er 1937 mit einem Bachelor of Laws (LL.B.), nachdem er zuvor auch Kurse im Wirtschaftsrecht an der Harvard University sowie an der Yale University besuchte. Dort wurde er auch Mitglied der Fraternity Beta Theta Pi, einer 1839 gegründeten Studentenverbindung.
Nach seiner darauf folgenden anwaltlichen Zulassung war Zuckert zwischen 1937 und 1940 als Rechtsanwalt für die US Securities and Exchange Commission in Washington, D.C. sowie in New York tätig und anschließend bis 1944 Dozent für die Beziehungen zwischen Regierung und Wirtschaft an der Harvard Graduate School of Business Administration, an der er später Assistenzprofessor sowie stellvertretender Dekan wurde.
Während des Zweiten Weltkrieges war er auch Verwaltungsleiter des ersten Fortgeschrittenenkurses für Management, der jemals an der Harvard Business School gegeben wurde. Zusätzlich diente er als Sonderberater des Kommandierenden Generals der US Army Air Forces (USAAF) in Fragen der Entwicklung statistischer Kontrollen. Darüber hinaus war er Dozent an der der Harvard Business School angegliederten Statistical Control School der USAAF, die mehr als 3000 Luftwaffenoffiziere ausbildete. Schließlich nahm er im Auftrag des Kommandierenden Generals der USAAF zahlreiche Sonderaufträge auf verschiedenen Luftwaffenstützpunkten war.
1944 trat er als Lieutenant Junior Grade seinen Militärdienst in der US Navy an und fand Verwendung im Büro des Chief of Naval Operations. Kurz darauf wurde er zum Inventarkontrollprogramm der Marine abkommandiert und schied im September 1945 aus dem aktiven Militärdienst aus.
Anschließend wurde er Verwaltungsassistent beim Direktor der Verwaltung für den Grundbesitzüberschuss (Surplus Property Administration), Stuart Symington. Nachdem dieser am 31. Januar 1946 Staatssekretär für die Luftwaffe im Kriegsministerium (US Assistant Secretary of War for Air) wurde, wurde Zuckert dessen Sonderassistent. In diese Zeit fiel am 26. Juli 1947 der National Security Act, der nicht nur die Luftwaffe mit der US Army und der US Navy gleichsetzte, sondern auch das Verteidigungsministerium der Vereinigten Staaten schuf.

### Aufstieg zum US Secretary of the Air Force
Nach der Ernennung von Symington zum ersten US Secretary of the Air Force wurde Zuckert am 26. September 1947 Unterstaatssekretär für Management im Luftwaffenministerium (US Assistant Secretary of the Air Force for Management).
In dieser Funktion trug er die Verantwortlichkeit für die wirtschaftliche Verwaltung des Ministeriums und führte das Programm „Managementkontrolle durch Kostenkontrolle“ ein, das in erster Linie die Luftwaffe auf eine wirtschaftsähnliche Grundlage stellen sollte, in dem sie anerkannte wirtschaftliche Praktiken als Maßstab für die Durchführung von Luftwaffenmaßnahmen benutzte. Darüber hinaus war er auch Vertreter der US Air Force bei der Formulierung des Entwurfs für den Verteidigungsetat im Haushaltsjahr 1950, dem ersten gemeinsamen Haushalt von US Army, US Navy und US Air Force in der Geschichte der Vereinigten Staaten.
Während seiner Amtszeit führte er auch neue Methoden der Haushaltsberichte und -kontrolle ein, die die Luftwaffe in zwölf Sektoren aufteilte, welche die wesentlichen funktionalen Elemente seines Programms abbildeten. Diese umfassende Reform ermöglichte es der Luftwaffe dem Ziel eines aufgabenbezogenen Haushalts näher zu kommen. Außerdem leitete er die Gründung des Luftwaffenloyalitäts- und Sicherheitsprogramms und war im Juli 1948 Mitglied eines von Verteidigungsminister James V. Forrestal eingesetzten Ausschusses zur Erarbeitung eines einheitlichen Gesetzes für die Militärgerichte.
Nach Beendigung seiner Tätigkeit als US Assistant Secretary of the Air Force wurde er am 21. Januar 1952 zum Mitglied der US Atomic Energy Commission berufen und gehörte dieser bis zum 30. Juni 1954 an. Im Anschluss war er wieder als Rechtsanwalt tätig und spezialisierte sich als Berater für Fragen der Kernenergie.
Am 23. Januar 1961 wurde Eugene M. Zuckert von US-Präsident John F. Kennedy zum US Secretary of the Air Force ernannt und bekleidete dieses Amt auch unter Kennedys Nachfolger Lyndon B. Johnson bis zum 30. September 1965. Während seiner Amtszeit galt er neben General Maxwell D. Taylor, dem Vorsitzenden der Joint Chiefs of Staff, als politischer Gegenspieler von General Curtis E. LeMay, dem Chief of Staff of the Air Force. In seine Amtszeit als Luftwaffenminister fielen politische Krisen wie die Invasion in der Schweinebucht im April 1961, die Kubakrise im Oktober 1962 sowie die Vertiefung des US-amerikanischen Militärengagements in Vietnam bis hin zum Beginn des Vietnamkrieges im März 1965. Einer seiner Sonderassistenten war zuletzt Ralph R. Harding, der am 3. Januar 1965 nach einer Wahlniederlage aus dem US-Repräsentantenhaus als Vertreter von Idaho ausscheiden musste.
Nach seinem Ausscheiden aus dem Regierungsdienst wechselte er in die Privatwirtschaft und war zunächst Vorsitzender des Board of Directors der Nuclear Science & Engineering Corporation, einem in Pittsburgh ansässigen Unternehmen auf dem Gebiet der Kernchemie. Des Weiteren half er bei der Gründung der Information for Industrie, Inc., das eine Index für chemische und elektronische Patente veröffentlichte, und war auch Mitglied des Board of Directors von AMF Atomics, Ltd., einem in Kanada ansässigen Unternehmen. Schließlich war er zeitweise Mitglied des Verwaltungsrates der Yale Law School Association sowie Trustee der Landon School in Bethesda.

## Veröffentlichungen
- mit Arnold Kramish: Atomic Energy for Your Business. Today's key to tomorrow's profits. McKay, New York NY 1956.